# Cisticola anderseni
Cisticola anderseni (лат.) — вид воробьиных птиц из семейства цистиколовых. Видовое название присвоено в честь Торкильда Андерсена (Thorkild Andersen) в знак признания его заслуг по документированию жизни птиц в Танзании. Он собрал большую коллекцию, хранящуюся ныне в разных музеях.

## Распространение
Обитают в Танзании, являются эндемиками болот поймы Киломберо.

## История изучения
О наличии в этих местах неидентифицированных птиц из рода Cisticola было известно ещё с 1980-х годов, но данный вид (а также еще один) был описан группой учёных только в 2021 году.